# SBS V-Radio
SBS V-Radio는 SBS의 지상파 DMB 사업자인 SBS U에서 운영하는 24시간 논스톱 음악 전문 지상파 DMB 라디오 채널이다. 경쟁 논스톱 음악 채널인 올댓뮤직과 비교했을 때 장르 구성이 좀 더 다채로운 편으로, 가요, 영미권 팝은 물론 클래식, 인디 음악, 재즈, 제3세계 음악도 선보이고 있다.

## 역사
2005년 12월 1일 지상파 DMB 방송 최초 개시와 함께 "SBS u DMB 라디오"라는 채널명으로 개국했고, 개국 초기에는 2 : 8 편성 비율로 자체 프로그램(2)과 함께 SBS 파워FM의 프로그램(8, 주말 100%)만을 재전송하여 방송했으나, 2006년 5월 1일부터 자체 프로그램과 함께 SBS 파워FM의 프로그램과 더불어서 SBS 러브FM의 프로그램도 재전송하여 방송하다가, 2016년 4월 11일 아침 7시부터 24시간 인터넷 논스톱 음악 채널 고릴라디오 M을 재전송함에 따라 24시간 논스톱 음악 프로그램 편성으로 변경했으며, 초창기에는 DAB(Eureka 147) 방식으로 송출했다가, 2007년 2월 1일부터 DAB 방식에서 V-Radio 방식으로 전환하여 송출함과 동시에 "SBS V-Radio"로 채널명을 변경해 오늘에 이르고 있다.

## 방송 프로그램
- 07:00 《Morning 20》
- 09:00 《Classic 20》 (00:00 재방송)
- 11:00 《Pops 20》 (06:00 재방송)
- 12:00 《K-POP 20》
- 13:00 《Hits 20》 (04:00 러브FM 본방송)
- 14:00 《Oldies 20》 (02:00 재방송)
- 16:00 《Power 20》
- 18:00 《Love 20》 (02:00 러브FM 본방송)
- 20:00 《Indie 20》 (04:00 재방송)
- 22:00 《Relax 20》

## 종영 프로그램
- 클릭! Juke Box
- DMB 뮤직쇼
- 브라보 투데이
- DMB 플러스
- SBSⓤ와 함께
- 한밤의 DMB
- 뮤직 스타일
- Lunch 20
- Dinner 20

## 수신 가능 지역
- 서울특별시, 인천광역시, 경기도 전 지역, 충청남도 일부, 충청북도 일부 지역, 강원특별자치도 영서 일부 지역이다.

## 시보 멘트
| “ | 24시간의 자유 SBS u DMB 라디오입니다. HLSQ-TDMB 디지털 시대의 중심 SBS u DMB 라디오가 정시를 알려드립니다. | ” |
|   | — 2005년 12월 1일 ~ 현재                                                                                   |   |

## 같이 보기
- SBS U